# Wydział śledczy RIS
Wydział śledczy RIS (wł. R.I.S. Roma - Delitti imperfetti, 2010–2012) – włoski serial kryminalny nadawany przez włoską stację Cnale 5 od 18 marca 2010 roku do 28 listopada 2012 roku. W Polsce serial jest nadawany od 6 września 2011 roku na kanale TV Puls. Jest spin-offem serialu pt. R.I.S. - Delitti imperfetti

## Opis fabuły
Grupa kryminologów w składzie: Lucia Brancato (Euridice Axen), chemiczka Flavia (Jun Ichikawa), porucznik Bartolomeo Dossena (Marco Rossetti), genetyczka Constanza Moro (Mary Petruolo) policjant Emiliano Cecchi (Primo Reggiani) oraz Daniele Ghirelli (Fabio Troiano), muszą powstrzymać szaleńca, który morduje ludzi i wysadza w powietrze budynki w Rzymie.

## Obsada

### Główni
- Euridice Axen jako Lucia Brancato
- Fabio Troiano jako Daniele Ghirelli
- Jun Ichikawa jako Flavia Ayroldi
- Mary Petruolo jako Costanza Moro
- Primo Reggiani jako Emiliano Cecchi
- Marco Rossetti jako Bartolomeo Dossena
- Simone Gandolfo jako Orlando Serra
- Lucia Rossi jako Bianca Proietti

### Poboczni
- Claudio Castrogiovanni jako Guido Brancato
- Massimo Wertmüller jako Guglielmo Abrami
- Giuseppe Loconsole jako Fabrizio Sasso
- Pierluigi Corallo jako Ernesto Rambaudi
- Paolo De Vita jako Mimmo Carnacina
- Eugenia Costantini jako Giada
- Eleonora Timpani jako Rosanna
- Alice Torriani jako Marcella
- Danny Quinn jako Alex Senese
- Ilaria Spada jako Milena Spano
- Maria Chiara Augenti jako Lili Paravidino
- Sergio Romano jako Achille Vasto